# Giro d’Italia 2021/12. Etappe
Die 12. Etappe des Giro d’Italia 2021 führte am 20. Mai 2021 über 212 Kilometer von Siena nach Bagno di Romagna.
Sieger der Mittelgebirgsetappe wurde im Zweiersprint Andrea Vendrame (Ag2r Citroën) vor Chris Hamilton (Team DSM). Ihnen folgten mit 15 Sekunden Rückstand George Bennett (Jumbo-Visma) und Gianluca Brambilla (Trek-Segafredo). Egan Bernal (Ineos Grenadiers) wurde in der Gruppe der Favoriten mit 10:14 Minuten Rückstand 17. und verteidigte die Maglia Rosa.
Die 14 Erstplatzierten des Tages waren Mitglieder einer ursprünglich 16-köpfigen Spitzengruppe, die sich nach umkämpftem Start nach ca. 60 Kilometern bildete. Aus dieser Gruppe heraus gewann Vendrames Teamkollege Geoffrey Bouchard die ersten drei kategorisierten Anstiege und baute so seine Führung in der Bergwertung aus. Am letzten Anstieg setzen sich die vier Tagesersten von den verbliebenen Begleitern ab. Drei Kilometer vor dem Ziel setzten sich Vendrame und Hamilton ab und profitierten dabei von der Uneinigkeit zwischen Brambilla und Bennet. Wegen einer Behinderung wurde Brambilla nach dem Rennen vom dritten auf den vierten Platz relegiert. In der Gruppe der Favoriten konnte sich Vincenzo Nibali (Trek-Segafredo) in der letzten Abfahrt absetzen und wenige Sekunden Vorsprung ins Ziel retten, während Bernals Teamkollege Gianni Moscon bei der Verfolgung Nibalis stürzte. Insgesamt sechs Fahrer gaben während der Etappe auf.

## Ergebnis
| \| Etappenergebnis \| Etappenergebnis \| Etappenergebnis \| Etappenergebnis \| Etappenergebnis \| \| Fahrer \| Fahrer \| Land \| Team \| Zeit \| \| --------------- \| --------------------- \| --------------- \| ---------------------------------- \| --------------- \| \| 1. \| Andrea Vendrame \| Italien \| AG2R Citroën Team \| 5 h 43 min 48 s \| \| 2. \| Chris Hamilton \| Australien \| Team DSM \| + 0 s \| \| 3. \| George Bennett \| Neuseeland \| Jumbo-Visma \| + 15 s \| \| 4. \| Gianluca Brambilla \| Italien \| Trek-Segafredo \| + 15 s \| \| 5. \| Giovanni Visconti \| Italien \| Bardiani CSF Faizanè \| + 1 min 12 s \| \| 6. \| Geoffrey Bouchard \| Frankreich \| AG2R Citroën Team \| + 1 min 25 s \| \| 7. \| Nicolas Edet \| Frankreich \| Cofidis \| + 1 min 47 s \| \| 8. \| Simone Petilli \| Italien \| Intermarché-Wanty-Gobert Matériaux \| + 1 min 47 s \| \| 9. \| Mikkel Frølich Honoré \| Dänemark \| Deceuninck-Quick Step \| + 3 min 00 s \| \| 10. \| Simone Ravanelli \| Italien \| Androni Giocattoli-Sidermec \| + 4 min 19 s \| |                       |            |                                    |                 |
| |                       |            |                                    |                 |
| Quelle: ProCyclingStats |                       |            |                                    |                 |
| Etappenergebnis |                       |            |                                    |                 |
| Fahrer | Fahrer                | Land       | Team                               | Zeit            |
| 1. | Andrea Vendrame       | Italien    | AG2R Citroën Team                  | 5 h 43 min 48 s |
| 2. | Chris Hamilton        | Australien | Team DSM                           | + 0 s           |
| 3. | George Bennett        | Neuseeland | Jumbo-Visma                        | + 15 s          |
| 4. | Gianluca Brambilla    | Italien    | Trek-Segafredo                     | + 15 s          |
| 5. | Giovanni Visconti     | Italien    | Bardiani CSF Faizanè               | + 1 min 12 s    |
| 6. | Geoffrey Bouchard     | Frankreich | AG2R Citroën Team                  | + 1 min 25 s    |
| 7. | Nicolas Edet          | Frankreich | Cofidis                            | + 1 min 47 s    |
| 8. | Simone Petilli        | Italien    | Intermarché-Wanty-Gobert Matériaux | + 1 min 47 s    |
| 9. | Mikkel Frølich Honoré | Dänemark   | Deceuninck-Quick Step              | + 3 min 00 s    |
| 10. | Simone Ravanelli      | Italien    | Androni Giocattoli-Sidermec        | + 4 min 19 s    |

## Gesamtstände
| \| Gesamtwertung \| Gesamtwertung \| Gesamtwertung \| Gesamtwertung \| Gesamtwertung \| \| Fahrer \| Fahrer \| Land \| Team \| Zeit \| \| ------------- \| ---------------------- \| ---------------------- \| --------------------- \| ---------------- \| \| 1. \| Egan Bernal \| Kolumbien \| Ineos Grenadiers \| 48 h 29 min 23 s \| \| 2. \| Alexander Wlassow \| Russland \| Astana-Premier Tech \| + 45 s \| \| 3. \| Damiano Caruso \| Italien \| Bahrain Victorious \| + 1 min 12 s \| \| 4. \| Hugh Carthy \| Vereinigtes Königreich \| EF Education-Nippo \| + 1 min 17 s \| \| 5. \| Simon Yates \| Vereinigtes Königreich \| BikeExchange \| + 1 min 22 s \| \| 6. \| Emanuel Buchmann \| Deutschland \| Bora-Hansgrohe \| + 1 min 50 s \| \| 7. \| Remco Evenepoel \| Belgien \| Deceuninck-Quick Step \| + 2 min 22 s \| \| 8. \| Giulio Ciccone \| Italien \| Trek-Segafredo \| + 2 min 24 s \| \| 9. \| Tobias Foss \| Norwegen \| Jumbo-Visma \| + 2 min 49 s \| \| 10. \| Daniel Felipe Martínez \| Kolumbien \| Ineos Grenadiers \| + 3 min 15 s \| |                        |                        |                       |                  |
| |                        |                        |                       |                  |
| Quelle: ProCyclingStats |                        |                        |                       |                  |
| Gesamtwertung |                        |                        |                       |                  |
| Fahrer | Fahrer                 | Land                   | Team                  | Zeit             |
| 1. | Egan Bernal            | Kolumbien              | Ineos Grenadiers      | 48 h 29 min 23 s |
| 2. | Alexander Wlassow      | Russland               | Astana-Premier Tech   | + 45 s           |
| 3. | Damiano Caruso         | Italien                | Bahrain Victorious    | + 1 min 12 s     |
| 4. | Hugh Carthy            | Vereinigtes Königreich | EF Education-Nippo    | + 1 min 17 s     |
| 5. | Simon Yates            | Vereinigtes Königreich | BikeExchange          | + 1 min 22 s     |
| 6. | Emanuel Buchmann       | Deutschland            | Bora-Hansgrohe        | + 1 min 50 s     |
| 7. | Remco Evenepoel        | Belgien                | Deceuninck-Quick Step | + 2 min 22 s     |
| 8. | Giulio Ciccone         | Italien                | Trek-Segafredo        | + 2 min 24 s     |
| 9. | Tobias Foss            | Norwegen               | Jumbo-Visma           | + 2 min 49 s     |
| 10. | Daniel Felipe Martínez | Kolumbien              | Ineos Grenadiers      | + 3 min 15 s     |

| Punktewertung | Punktewertung     | Punktewertung | Punktewertung               | Punktewertung |
| Fahrer        | Fahrer            | Land          | Team                        | Punkte        |
| ------------- | ----------------- | ------------- | --------------------------- | ------------- |
| 1.            | Peter Sagan       | Slowakei      | Bora-Hansgrohe              | 108 P.        |
| 2.            | Fernando Gaviria  | Kolumbien     | UAE Team Emirates           | 91 P.         |
| 3.            | Davide Cimolai    | Italien       | Israel Start-Up Nation      | 91 P.         |
| 4.            | Elia Viviani      | Italien       | Cofidis                     | 79 P.         |
| 5.            | Giacomo Nizzolo   | Italien       | Qhubeka Assos               | 76 P.         |
| 6.            | Francesco Gavazzi | Italien       | Eolo-Kometa                 | 42 P.         |
| 7.            | Matteo Moschetti  | Italien       | Trek-Segafredo              | 42 P.         |
| 8.            | Filippo Tagliani  | Italien       | Androni Giocattoli-Sidermec | 39 P.         |
| 9.            | Dries De Bondt    | Belgien       | Alpecin-Fenix               | 39 P.         |
| 10.           | Filippo Fiorelli  | Italien       | Bardiani CSF Faizanè        | 39 P.         |

| Bergwertung | Bergwertung        | Bergwertung | Bergwertung                        | Bergwertung |
| Fahrer      | Fahrer             | Land        | Team                               | Punkte      |
| ----------- | ------------------ | ----------- | ---------------------------------- | ----------- |
| 1.          | Geoffrey Bouchard  | Frankreich  | AG2R Citroën Team                  | 96 P.       |
| 2.          | Egan Bernal        | Kolumbien   | Ineos Grenadiers                   | 48 P.       |
| 3.          | Dries De Bondt     | Belgien     | Alpecin-Fenix                      | 24 P.       |
| 4.          | Bauke Mollema      | Niederlande | Trek-Segafredo                     | 23 P.       |
| 5.          | Giulio Ciccone     | Italien     | Trek-Segafredo                     | 20 P.       |
| 6.          | Kobe Goossens      | Belgien     | Lotto-Soudal                       | 17 P.       |
| 7.          | Vincenzo Albanese  | Italien     | Eolo-Kometa                        | 16 P.       |
| 8.          | Gianluca Brambilla | Italien     | Trek-Segafredo                     | 15 P.       |
| 9.          | Rein Taaramäe      | Estland     | Intermarché-Wanty-Gobert Matériaux | 13 P.       |
| 10.         | Remco Evenepoel    | Belgien     | Deceuninck-Quick Step              | 13 P.       |

| Nachwuchswertung | Nachwuchswertung       | Nachwuchswertung | Nachwuchswertung      | Nachwuchswertung |
| Fahrer           | Fahrer                 | Land             | Team                  | Zeit             |
| ---------------- | ---------------------- | ---------------- | --------------------- | ---------------- |
| 1.               | Egan Bernal            | Kolumbien        | Ineos Grenadiers      | 48 h 29 min 23 s |
| 2.               | Alexander Wlassow      | Russland         | Astana-Premier Tech   | + 45 s           |
| 3.               | Remco Evenepoel        | Belgien          | Deceuninck-Quick Step | + 2 min 22 s     |
| 4.               | Tobias Foss            | Norwegen         | Jumbo-Visma           | + 2 min 49 s     |
| 5.               | Daniel Felipe Martínez | Kolumbien        | Ineos Grenadiers      | + 3 min 15 s     |
| 6.               | Attila Valter          | Ungarn           | Groupama-FDJ          | + 3 min 51 s     |
| 7.               | João Almeida           | Portugal         | Deceuninck-Quick Step | + 7 min 04 s     |
| 8.               | Jai Hindley            | Australien       | Team DSM              | + 15 min 27 s    |
| 9.               | Lorenzo Fortunato      | Italien          | Eolo-Kometa           | + 29 min 35 s    |
| 10.              | Harold Tejada          | Kolumbien        | Astana-Premier Tech   | + 38 min 24 s    |

| Mannschaftswertung | Mannschaftswertung    | Mannschaftswertung     | Mannschaftswertung |
| Team               | Team                  | Land                   | Zeit               |
| ------------------ | --------------------- | ---------------------- | ------------------ |
| 1.                 | Ineos Grenadiers      | Vereinigtes Königreich | 45 h 35 min 18 s   |
| 2.                 | Trek-Segafredo        | Vereinigte Staaten     | + 1 min 51 s       |
| 3.                 | Team DSM              | Deutschland            | + 8 min 58 s       |
| 4.                 | Team BikeExchange     | Australien             | + 9 min 35 s       |
| 5.                 | EF Education-Nippo    | Vereinigte Staaten     | + 13 min 04 s      |
| 6.                 | Deceuninck-Quick Step | Belgien                | + 16 min 38 s      |
| 7.                 | Jumbo-Visma           | Niederlande            | + 19 min 24 s      |
| 8.                 | Astana-Premier Tech   | Kasachstan             | + 29 min 41 s      |
| 9.                 | Bahrain Victorious    | Bahrain                | + 32 min 44 s      |
| 10.                | Movistar Team         | Spanien                | + 36 min 50 s      |

## Ausgeschiedene Fahrer
- Marc Soler (Movistar Team) aufgegeben nach Sturz
- Gino Mäder (Bahrain Victorious) aufgegeben nach Sturz
- Fausto Masnada (Deceuninck-Quick-Step) aufgegeben wegen einer Sehnenentzündung im Knie
- Alessandro De Marchi (Israel Start-Up Nation) aufgegeben nach Sturz
- Alex Dowsett (Israel Start-Up Nation) aufgegeben wegen Magenprobleme
- Kobe Goosens (Lotto Soudal) aufgegeben nach Sturz[2]